# Checoslováquia nos Jogos Olímpicos de Inverno de 1980
A Checoslováquia competiu nos Jogos Olímpicos de Inverno de 1980, realizados em Lake Placid, Estados Unidos.